# Hašiš

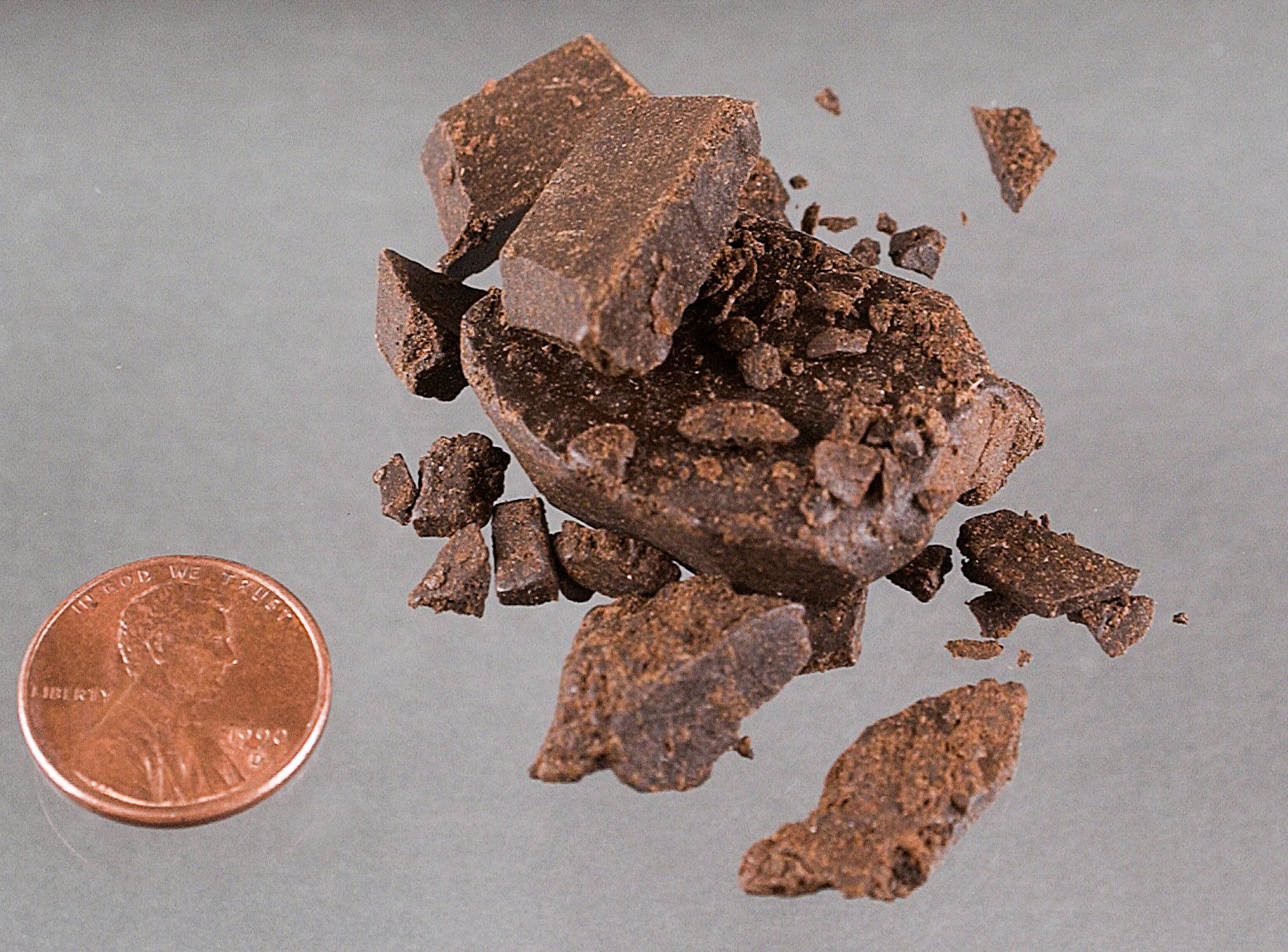
Hašiš

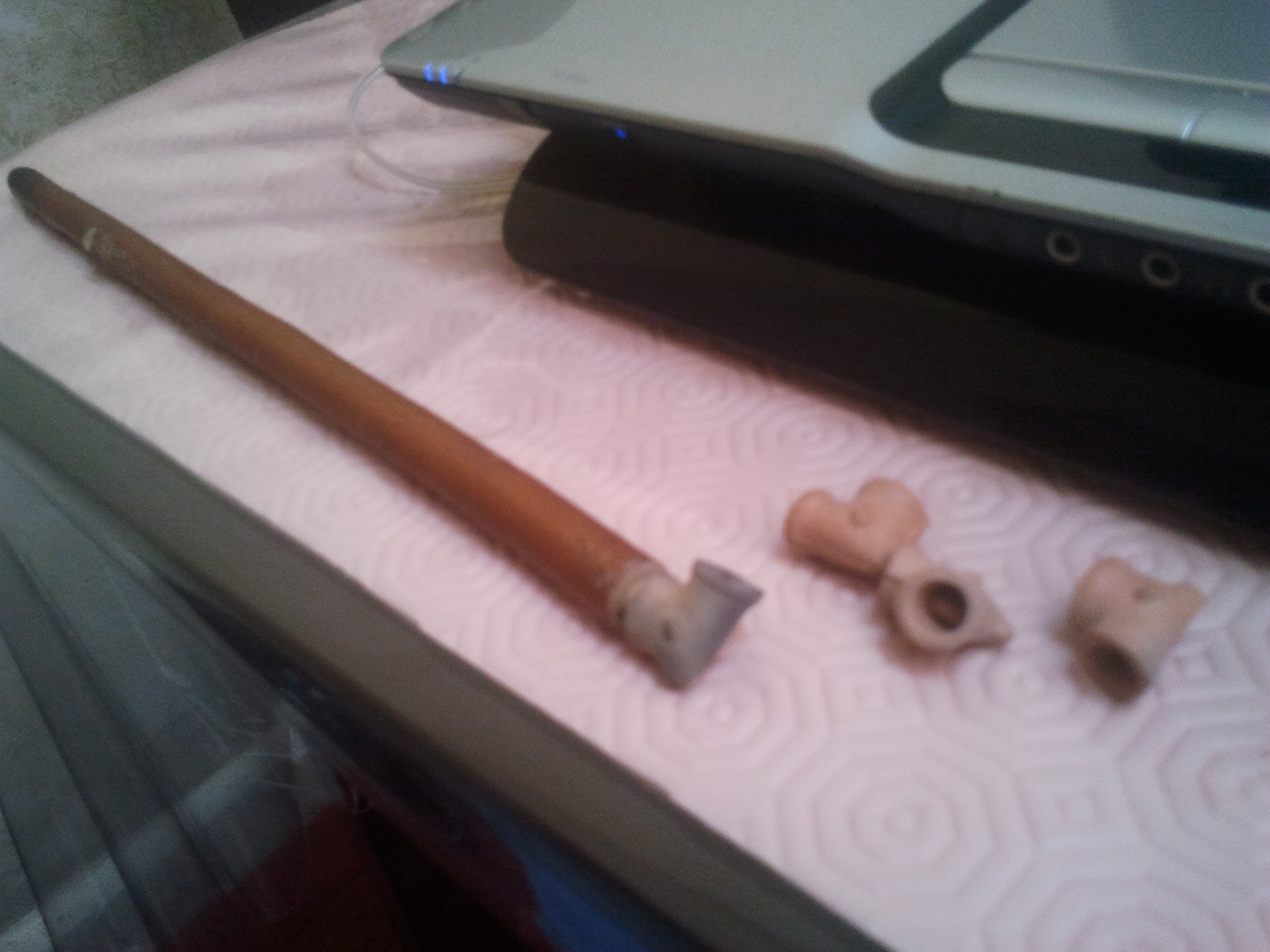
Sebsi (Marok)

Hašiš je droga, která se získává z květenství samičích rostlin konopí (Cannabis). Nejdostupnější a asi i nejčistší způsob je oddělit pryskyřici přes jemné síto (průměr oka cca 0,2–0,1 mm). Takto vzniklý prášek se nazývá kief (nebo kif) a dále se za pomoci tepla stlačuje do výsledných bloků hašiše. Tímto způsobem se získává hašiš např. v Maroku a řadě dalších států. Další způsoby zahrnují tření květenství v rukách (na rukou se pak vytváří vrstva pryskyřice – tzv. čaras) nebo extrakci v organických rozpouštědlech (např. 80% líh, ether…), které se pak beze zbytku odpaří. Účinná látka je, stejně jako u marihuany, tetrahydrocannabinol (THC), ale ve větších koncentracích.
Má hnědou nebo tmavě zelenou až černou barvu. Je pevného skupenství, po zahřátí měkne. Kromě pevné formy také existuje hašišový olej, který je silnější. Ten se získává buď extrakcí pomocí butanu (v kapalném skupenství) nebo extrakcí v nepolárních rozpouštědlech. Obojí je ovšem komplikované a nebezpečné (butan je silně hořlavý).

## Účinky

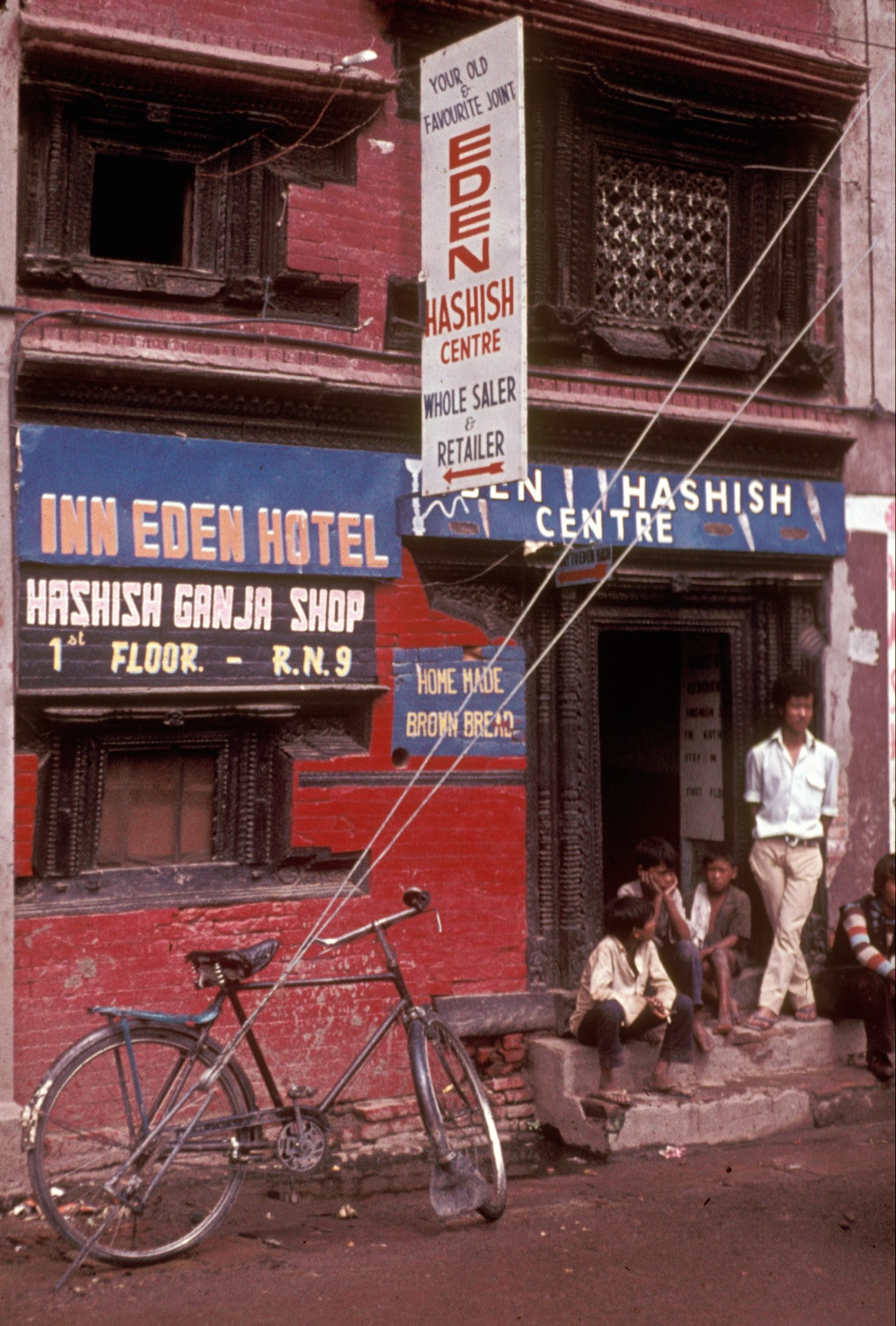
Obchod s hašišem v Kathmandu v roce 1973

Účinky jsou závislé na typu osobnosti, podobně jako u marihuany. Čas je vnímán zkresleně, plyne velmi pomalu. Zvuky a barvy jsou vnímány jasněji, při požití větších dávek mohou přejít až ve zrakové nebo sluchové halucinace. Objevují se pocity depersonalizace, někdy i poruchy krátkodobé paměti.

## Užívání
Nejčastěji se kostička hašiše nahřeje zapalovačem, nadrolí se (většinou méně než 250 miligramů), smíchá se s tabákem a ubalí se hašišový joint. Nebo se kouří samotný ve vodní dýmce. Může se používat i ústně, pak je potřeba větší množství (asi 2 g). Nejčastěji se míchá s něčím, co obsahuje tuky např. s jogurtem nebo kapučínem (protože účinná látka je rozpustná v tucích).
Hašiš lze také užívat jako tzv. „suchý drink“, hašiš se uválí na váleček, na skleničku se položí kus papíru (např. pivní tácek), kterým se propíchne špendlík, hašiš se zapíchne na špendlík a zapálí, poté se hašiš sfoukne a začne dýmit uvnitř skleničky, po naplnění kouřem se víko poodkryje a kouř z hašiše se vysaje.

## Dostupnost
V Česku je hašiš ilegální měkkou drogou. Na černém trhu se nejčastěji objevuje marocký hašiš (není tak kvalitní jako např. afghánský nebo nepálský). Množství 1 gramu představuje kvádr veliký asi 15 × 8 × 4 mm. Nekvalitní hašiš se pozná podle toho, že se drolí, kdežto kvalitní hašiš, nazývaný „plastik“, se nedrolí a připomíná spíš plastelínu, protože obsahuje hodně pryskyřice. Hašišový olej se do Česka nedováží, nebo je ho extrémně těžké sehnat. Občas se mezi pěstiteli může objevit domácí hašiš a haš olej, který může být kvalitnější než dovozový hašiš.[zdroj⁠?!]

## Hašiš v kultuře a náboženství
V arabských kulturách je hašiš rozšířenou látkou s vysokou mírou společenské akceptace, přestože mnohde není legální. Indičtí svatí muži – tzv. sádhuové – vycházející z hinduistické ortodoxie, zejména šivaismu a višnuismu, užívají hašiš, respektive čaras (obsahující vyšší množství kanabinoidů než sušené samičí květenství konopí), jako elementární nástroj pro dosahování mystického sjednocení (zakušení jednoty átman–brahma), zakušení jednoty s Bohem – nejčastěji Šivou – a prohlubování duchovní cesty k mókše. Čaras si vyrábějí ručně z pryskyřicí obalených palic konopí. Marihuana a hašiš mají v Indii dlouhou tradici v léčbě a spirituální cestě více myšlenkových proudů hinduismu. Podobě využívají účinky hašiše některé africké náboženské směry, například súdánští dervíšové i další duchovní směry.